# Island Games 2013
Gli Island Games 2013 si sono svolti alle Isole Bermuda dal 13 al 19 luglio 2013 ed è stata la quindicesima edizione di questa competizione multisportiva. Le Bermuda furono scelte per ospitare i Giochi dopo che l'Isola del Principe Edoardo si ritirò dall'International Island Games Association.
Fu la prima edizione dei Giochi ad essersi disputata fuori dall'Europa.

## I Giochi

### Isole partecipanti
- Isole Åland (64)
- Alderney (6)
- Bermuda (100)
- Isole Cayman (69)
- Isole Falkland (49)
- Fær Øer (84)
- Frøya (16)
- Gibilterra (75)
- Gotland (58)
- Groenlandia (74)
- Guernsey (100)
- Hitra (34)
- Isola di Man (85)
- Isola di Wight (30)
- Jersey (79)
- Minorca (33)
- Isole Orcadi (29)
- Saaremaa (43)
- Isole Shetland (46)
- Sant'Elena, Ascensione e Tristan da Cunha (8)
- Ebridi Esterne  (22)
- Anglesey Ynys Môn (23)

Rodi e Sark declinarono l'invito ai Giochi.

### Sport
Tra parentesi è indicato il numero di medaglie assegnato in ogni sport.
- Atletica leggera (39)
- Badminton (6)
- Pallacanestro
- Ciclismo
  -  Mountain biking (3)
  -  Ciclismo su strada (4)
  -  Prova a tempo (4)
  -  Town centre criterium (2)
- Calcio (2)
- Golf (4)
- Ginnastica (24)
- Windsurf (2)
- Vela (3)
- Tiro a segno (30)
- Squash (6)
- Nuoto (43)
- Tennis (7)
- Triathlon (4)
- Pallavolo
  -  Beach volley (2)
  -  Pallavolo (2)

### Calendario
| ● | Cerimonia d'apertura | ● | Competizioni | 1 | Finali | ● | Cerimonia di chiusura |

| luglio 2013   | 13 Sab | 14 Dom | 15 Lun | 16 Mar | 17 Mer | 18 Gio | 19 Ven | Totale |
| ------------- | ------ | ------ | ------ | ------ | ------ | ------ | ------ | ------ |
| Cerimonie     | ●      |        |        |        |        |        | ●      |        |
| Atletica      |        |        | 9      | 7      | 6      | 6      | 11     | 39     |
| Badminton     |        | ●      | 1      | ●      | ●      | ●      | 5      | 6      |
| Pallacanestro |        | ●      |        | ●      |        | 1      |        | 1      |
| Beach volley  |        | ●      | ●      | ●      | 2      |        |        | 2      |
| Ciclismo      |        | 4      | 1      | 4      | 2      | 2      |        | 13     |
| Calcio        |        | ●      | ●      | ●      | ●      | 2      |        | 2      |
| Golf          |        |        | ●      | ●      | ●      | 4      |        | 4      |
| Ginnastica    |        | 2      |        | 12     |        | 10     |        | 24     |
| Windsurf      |        | ●      | ●      | 2      |        |        |        | 2      |
| Vela          |        | ●      | ●      | ●      |        | ●      | 3      | 3      |
| Tiro          |        | 6      | 5      | 4      | 5      | 3      | 1      | 30     |
| Squash        |        | ●      | 2      | 3      | ●      | ●      | 1      | 6      |
| Nuoto         |        |        | 11     | 11     | 10     | 11     |        | 43     |
| Tennis        |        | ●      | 2      | ●      | ●      | ●      | 5      | 7      |
| Triathlon     |        | 4      |        |        |        |        |        | 4      |
| Pallavolo     |        | ●      | ●      | ●      | ●      | ●      | 2      | 2      |
| Totale        |        | 16     | 31     | 43     | 25     | 39     | 28     | 188    |
| luglio 2013   | 13 Sab | 14 Dom | 15 Lun | 16 Mar | 17 Mer | 18 Gio | 19 Ven | Totale |

### Medagliere
| Posiz. | Nazione                                   | Oro | Argento | Bronzo | Totale |
| ------ | ----------------------------------------- | --- | ------- | ------ | ------ |
| 1      | Isola di Man                              | 36  | 36      | 25     | 97     |
| 2      | Bermuda                                   | 27  | 19      | 31     | 77     |
| 3      | Jersey                                    | 23  | 29      | 28     | 80     |
| 4      | Isole Cayman                              | 20  | 18      | 8      | 46     |
| 5      | Guernsey                                  | 19  | 18      | 24     | 61     |
| 6      | Gotland                                   | 18  | 6       | 8      | 32     |
| 7      | Fær Øer                                   | 10  | 12      | 14     | 36     |
| 8      | Saaremaa                                  | 8   | 5       | 2      | 15     |
| 9      | Isole Shetland                            | 5   | 8       | 3      | 16     |
| 10     | Minorca                                   | 5   | 3       | 7      | 15     |
| 11     | Ebridi Esterne                            | 4   | 2       | 4      | 10     |
| 12     | Gibilterra                                | 3   | 5       | 8      | 16     |
| 13     | Ynys Môn                                  | 3   | 3       | 5      | 11     |
| 14     | Isole Orcadi                              | 1   | 4       | 1      | 6      |
| 15     | Isole Åland                               | 1   | 3       | 9      | 13     |
| 16     | Groenlandia                               | 1   | 2       | 1      | 4      |
| 17     | Sant'Elena, Ascensione e Tristan da Cunha | 1   | 2       | 0      | 3      |
| 18     | Isola di Wight                            | 0   | 3       | 0      | 3      |
| 19     | Hitra                                     | 0   | 0       | 1      | 1      |
| Totale | Totale                                    | 185 | 178     | 179    | 542    |